# Дуглас (округ, Міннесота)
Шаблон:StateAbbr_ 45°56′ пн. ш. 95°27′ зх. д. / 45.94° пн. ш. 95.45° зх. д.
Округ Дуглас (англ. Douglas County) — округ (графство) у штаті Міннесота, США. Ідентифікатор округу 27041.

## Історія
Округ утворений 1858 року.

## Демографія
За даними перепису
2000 року
загальне населення округу становило 32821 осіб, зокрема міського населення було 13883, а сільського — 18938.
Серед мешканців округу чоловіків було 16326, а жінок — 16495. В окрузі було 13276 домогосподарств, 9030 родин, які мешкали в 16694 будинках.
Середній розмір родини становив 2,93.
Віковий розподіл населення поданий у таблиці:
| Стать    | До 15 років | 15-21 | 22-29 | 30-39 | 40-49 | 50-65 | 65-85 | Понад 85 |
| -------- | ----------- | ----- | ----- | ----- | ----- | ----- | ----- | -------- |
| Чоловіки | 3205        | 2009  | 1348  | 2049  | 2478  | 2727  | 2209  | 301      |
| Жінки    | 3064        | 1622  | 1266  | 1986  | 2451  | 2727  | 2759  | 620      |

## Суміжні округи
- Оттер-Тейл — північ
- Тодд — схід
- Стернс — південний схід
- Поуп — південь
- Стівенс — південний захід
- Грант — захід

## Виноски
1. ↑  US Decennial Census. US Census Bureau. Архів оригіналу за 26 квітня 2015. Процитовано 15 жовтня 2014.
2. ↑  Historical Census Browser. University of Virginia Library. Архів оригіналу за 11 серпня 2012. Процитовано 15 жовтня 2014.
3. ↑  Population of Counties by Decennial Census: 1900 to 1990. US Census Bureau. Архів оригіналу за 4 серпня 2014. Процитовано 15 жовтня 2014.
4. ↑  Census 2000 PHC-T-4. Ranking Tables for Counties: 1990 and 2000 (PDF). US Census Bureau. Архів оригіналу (PDF) за 18 грудня 2014. Процитовано 15 жовтня 2014.
5. ↑  State & County QuickFacts. Бюро перепису населення США. Архів оригіналу за 7 червня 2011. Процитовано 31 серпня 2013.(англ.) Наведено за англійською вікіпедією.
6. ↑  American FactFinder. Бюро перепису населення США. Архів оригіналу за 21 травня 2008. Процитовано 31 січня 2008.

| США | Це незавершена стаття з географії США. Ви можете допомогти проєкту, виправивши або дописавши її. |